# Shuhrat Abbosov
Shuhrat Solihovich Abbosov (in uzbeko: Shuhrat Abbosov, Шуҳрат Аббосов, in russo Шухрат Абба́сов?; Kokand, 16 gennaio 1931 – Tashkent, 25 aprile 2018) è stato un attore e regista uzbeko.
Abbosov è conosciuto soprattutto per il film Mahallada duv-duv gap, considerato tra i migliori film uzbeki di sempre. Fu anche sceneggiatori del popolare film del 1977 Shum bola.
Abbosov è considerato uno dei fondatori dell'industria cinematografica uzbeka. Grazie all'impegno nel cinema, ha ricevuto numerosi riconoscimenti tra cui quello di artista del popolo dell'Unione Sovietica.

## Biografia
Abbosov nacque il 16 gennaio 1931 a Kokand, nell'allora repubblica socialista sovietica uzbeka. Nel 1939 si diplomò alla scuola professionale medica di Tashkent. Nel 1954, si diplomò all'Istituto d'Arti Teatrali Ostrovsky di Tashkent. In seguito, lavorò prima al Mosfil'm e poi, nel 1959, all'Uzbekfilm. Come regista, ha diretto importanti sceneggiati come Ogʻriq tishlar di Abdulla Qahhor e Nurxon di Kamil Yashin.

## Filmografia

### Regista
- Васисуалий Лоханкин (Vasisualiy Lokhankin) (1959) (corto)
- Филиппинец и пьяный (The Filipino and the Drunkard) (1958) (corto)
- Mahallada duv-duv gap (in russo Об этом говорит вся Махалля?) (1960)
- Sen yetim emassan (in russo Ты не сирота?) (1962)
- Qalbingda quyosh (in russo Прозрение?) (1965)
- Toshkent — non shahri (in russo Ташкент — город хлебный?) (1967)
- Sevgi fojeasi (in russo Драма любви?) (1971)
- Abu Rayhon Beruniy (in russo Абу Райхан Беруни?) (1974)
- Olovli yoʻllar (in russo Огненные дороги?) (1978–1984) (series)
- Katta urushdagi kichkina odam (in russo Маленький человек в большой войне?) (1989)
- Kamolot choʻqqisi sari (1995) (documentario)
- Otamdan qolgan dalalar (in russo Отчие долины?)(1997)

### Sceneggiatore
- Васисуалий Лоханкин (Vasisualiy Lokhankin) (1959) (corto)
- Sevgi fojeasi (in russo Драма любви?) (1971)
- Abu Rayhon Beruniy (in russo Абу Райхан Беруни?) (1974)
- Shum bola (in russo Озорник?) (1977)
- Olovli yoʻllar (in russo Огненные дороги?) (1978–1984) (serie)
- Счастье мое, ты оплачено кровью (My Happiness, Paid with Blood) (1993)
- Otamdan qolgan dalalar (in russo Отчие долины?) (1997)

### Attore
- Птицы наших надежд (The Birds of Our Hopes) (1976) (non accreditato)
- Goʻzallik siri (in russo Тайна красоты?) (2006)